# Narumi Tsunoda
Narumi Tsunoda (津野田 なるみ o 角田 成美 Tsunoda Narumi) es una seiyū japonesa nacida el 14 de marzo de 1962 en Tokio. Entre otros roles, es reconocida por haber interpretado a Taiki Kou (Sailor Star Maker) en la última temporada de Sailor Moon y a Moruk Laplamiz en The Super Dimension Fortress Macross.
Ha trabajado para Arts Vision hasta el año 1998. Entre los años 1998 y 2007 trabajó para Mausu Promotion. Está afiliada a Honey Rush desde agosto de 2007.

## Roles interpretados

### Series de Anime
- Capitán Tsubasa como la madre de Jiro
- Chōmashin Eiyūden Wataru como Kaba-Yome
- Cream Lemon como Merujinu, Naomi Hayakawa, Natsumi, Reiko y Yasuko Nonomura
- Go! Anpanman como Keitoda-man
- Jester el aventurero como Garuuda y la Princesa Oto
- Marvelous Melmo como la tía de Melmo y Saburou
- Ninja Boy Rantaro como Nyoubou
- Sailor Moon como Taiki Kou (Sailor Star Maker)
- Shin-chan como Kuriyo Urima/Riyo Urimaku
- The Super Dimension Fortress Macross como Moruk Laplamiz

### OVAs
- Injuu Gakuen - La Blue Girl como Ranmaru
- Nakoruru ~Ano hito kara no okurimono~ como Hibaba
- Pia♥Carrot e Yōkoso!! 2 como Ryoko Futaba
- Pia♥Carrot e Yōkoso!! 2 DX como Ryoko Futaba
- Tokimeki Memorial como Rei Ijuuin

### Videojuegos
- Final Fantasy XII como Venat
- Pia♥Carrot e Yōkoso!!2.5 como Ryoko Futaba
- Project Justice como Natsu Ayuhara
- Rival Schools: United by Fate como Natsu Ayuhara
- Sailor Moon Sailor Stars: Fuwa Fuwa Panic 2 como Taiki Kou (Sailor Star Maker)
- Super Robot Wars como Moruk Laplamiz
- Tokimeki Memorial como Rei Ijuuin
- Tokimeki Memorial Taisen Puzzle-Dama como Rei Ijuuin

## Música

### Sailor Moon
Interpretando a Taiki Kou (Sailor Star Maker) cantó:
- Chikara o Awasete
- Nagareboshi He (junto a Shiho Niiyama y Chika Sakamoto)
- Todokanu Omoi ~ My Friend's Love ~ (junto a Shiho Niiyama y Chika Sakamoto)

Estas canciones aparecen en el CD Bishoujo Senshi Sailor Moon ~ Memorial Song Box ~ Disc 4.

### Tokimeki Memorial
Los temas en los que ha participado se encuentran en los CDs:
- Tokimeki Memorial ~ Vocal Best Collection 1: SHAKE! SHAKE! SHAKE!
- Tokimeki Memorial ~ Vocal Best Collection 2: Bara no Toiki
- Tokimeki Memorial ~ Vocal Best Collection 3: Rent I - Hiteigumi
- Tokimeki Memorial ~ Vocal Best Collection 4: Ai no Ryaku Uba = Eien no Kizuna
- Tokimeki Memorial ~ Vocal Best Collection 5: Toumei na Kamen
- Tokimeki Memorial ~ Vocal Best Collection 6 ~Final~: Double Bubble Jidai
- Tokimeki Memorial Fantastic Christmas: Futari no Toki y Heart no Startline